# Орлов, Дмитрий Васильевич (учёный)
Дми́трий Васи́льевич Орло́в (21 апреля 1938, Иваново — 10 октября 2002, Пущино, Московская область) — советский и российский учёный в области магнитных жидкостей, доктор технических наук (1977), лауреат премии Правительства РФ (2001).

## Биография
Родился 21 апреля 1938 года в Иваново в семье педагогов.
В 1955—1960 годах обучался в Ивановском энергетическом институте (ИЭИ) по специальности «Электрические машины и аппараты». Окончив его с отличием, был приглашён на кафедру электрических машин и аппаратов (ЭМА) на должность ассистента с целью организации подготовки инженеров по специальности «Электрические аппараты». Работая ассистентом, самостоятельно нашёл и решил актуальную научную задачу по исследованию электромагнитных реле времени.
В 1962 году поступил в целевую аспирантуру при кафедре электрических аппаратов Московского энергетического института, на которой успешно защитил кандидатскую диссертацию (1965). Результаты исследований легли в основу его монографии «Электромагниты с замедлением» (М., 1970).
В процессе обучения в аспирантуре начал активное участие в работе научных семинаров известных учёных и заинтересовался научными проблемами, стоящими перед электромеханикой на рубеже 1960—1970-х годов при освоении космоса.
В 1965 году вернулся в ИЭИ, где начал готовить инженеров по специальности «Электрические аппараты», внедряя в учебный процесс новые курсы и лабораторные работы. В 1966 году заключил контракт на должность доцента кафедры электрических машин и аппаратов.
С 1965 года по инициативе и под руководством Орлова начались работы по созданию герметизирующих устройств для космических аппаратов. Для решения этой проблемы Орлов предложил использовать жидкий галлий. Организованным им научным коллективом был выполнен комплекс научно-исследовательских работ по созданию индукционных жидкометаллических уплотнений, которые впоследствии были использованы для стендовых испытаний подшипниковых узлов колёс советских луноходов «Луноход-1» и «Луноход-2».
Поиск более эффективного метода решения проблемы герметизации привёл научную группу Орлова в 1970 году к идее использования в этих целях магнитных жидкостей. В связи с перспективой использования магнитожидкостных устройств в космосе по решению правительства СССР в 1980 году при ИЭИ были образованы Проблемная научно-исследовательская лаборатория прикладной феррогидродинамики и Специальное конструкторско-технологическое бюро (СКТБ) «Полюс» — первые в СССР организации, специализировавшиеся на изучении магнитных жидкостей. Орлов был назначен научным руководителем лаборатории и директором СКТБ.
В 1972—1977 годах — заведующий кафедрой электрических машин и аппаратов. В 1977 году защитил докторскую диссертацию. В 1980 году был утверждён в учёном звании профессора, позже — в должности заведующего кафедрой техники высоких напряжений. По итогам выполнения научно-исследовательских и опытно-конструкторских работ в 1985 году коллектив СКТБ «Полюс» был награждён Почетной грамотой Минвуза РСФСР, а его директор Дмитрий Орлов — орденом «Знак Почёта» и золотой медалью ВДНХ СССР.
В 1986 году переехал в Москву, где работал ведущим научным сотрудником Института машиноведения АН СССР, руководил филиалом кафедры Института приборостроения в биологическом центре АН СССР в Пущино, при этом продолжал сотрудничество с Ивановским энергетическим университетом.

## Труды
Результаты исследований Орлова опубликованы в 257 научных трудах, в том числе в 2-х монографиях. Является автором более 100 изобретений, руководителем более 10 кандидатских и докторских диссертаций.